# Station Luik-Haut-Pré
Station Luik-Haut-Pré was een spoorwegstation langs spoorlijn 36 (Brussel-Luik) in de Waalse stad Luik (Frans: Liège). Het station was genoemd naar de dichtbij genoemde dorp/wijk Haut-Pré. Tussen de Hellende Vlakken van Luik waren hier de technische installaties voor de kabeltractie van Luik-Guillemins tot Ans. Na 1871 waren de installaties niet meer nodig en deze werden gesloopt in 1879.

## Reizigerstellingen
De grafiek en tabel geven het gemiddeld aantal instappende reizigers weer op een week-, zater- en zondag.
| Tabel: aantal instappende reizigers station Liège-Haut-Pré | Tabel: aantal instappende reizigers station Liège-Haut-Pré | Tabel: aantal instappende reizigers station Liège-Haut-Pré | Tabel: aantal instappende reizigers station Liège-Haut-Pré |
|                                                            | Weekdag                                                    | Zaterdag                                                   | Zondag                                                     |
| ---------------------------------------------------------- | ---------------------------------------------------------- | ---------------------------------------------------------- | ---------------------------------------------------------- |
| 1977                                                       | 215                                                        | 42                                                         | 11                                                         |
| 1978                                                       | 171                                                        | 18                                                         | 10                                                         |
| 1979                                                       | 158                                                        | 10                                                         | 7                                                          |
| 1980                                                       | 141                                                        | 9                                                          | 7                                                          |
| 1981                                                       | 134                                                        | 16                                                         | 8                                                          |
| 1982                                                       | 179                                                        | 6                                                          | 11                                                         |
| 1983                                                       | 156                                                        | 31                                                         | 6                                                          |
| 1984                                                       | 70                                                         | -                                                          | -                                                          |
| 1985                                                       | 47                                                         | -                                                          | -                                                          |
| 1986                                                       | 36                                                         | -                                                          | -                                                          |
| 1987                                                       | 32                                                         | -                                                          | -                                                          |
| 1988                                                       | 26                                                         | -                                                          | -                                                          |
| 1989                                                       | 27                                                         | -                                                          | -                                                          |
| 1990                                                       | 14                                                         | -                                                          | -                                                          |
| 1991                                                       | 6                                                          | -                                                          | -                                                          |
| 1992                                                       | 8                                                          | -                                                          | -                                                          |

Angleur · Bressoux · Chênée · Colonster · Jolivet · Jupille · Kinkempois · Luik-Carré · Luik-Cornillon · Luik-Guillemins · Luik-Haut-Pré · Luik-Longdoz · Luik-Sint-Lambertus · Luik-Vennes · Luik-Vivegnis · Sclessin · Streupas · Val-Benoît
0,0: Brussel-Noord ·
2,4: Schaarbeek ·
5,5: Haren-Zuid ·
7,0: Diegem ·
9,4: Zaventem ·
12,0: Nossegem ·
14,7: Kortenberg ·
16,1: Zavelstraat ·
17,8: Erps-Kwerps ·
19,2: Beisem ·
21,1: Veltem ·
24:0: Herent ·
28,8: Leuven ·
34,1: Korbeek-Lo ·
36,1: Lovenjoel ·
40,0: Vertrijk ·
42,0: Roosbeek ·
44,3: Kumtich ·
47,4: Tienen ·
53,8: Ezemaal ·
57,0: Neerwinden ·
60,7: Landen ·
64,0: Gingelom ·
69,0: Jeuk-Rosoux ·
71,5: Corswarem ·
74,5: Waremme ·
77,2: Bleret ·
79,8: Remicourt ·
83,2: Momalle ·
85,4: Fexhe-le-Haut-Clocher ·
87,8: Voroux-Goreux ·
89,9: Bierset-Awans ·
93,4: Ans ·
94,7: Montegnée ·
97,0: Liège-Haut-Pré ·
99,9: Luik-Guillemins